# Édouard Sommer
Compléments
éditeur Hachette
Édouard Sommer né le 6 avril 1822 à Nancy et mort le 5 août 1866 à Paris est un philologue, grammairien, traducteur, lexicographe et pédagogue français.

## Biographie
Jean Édouard Albert Sommer nait le 6 avril 1822 rue des Ponts à Nancy, premier enfant de Jean Jacques Édouard Auguste Sommer (1796-1879), compositeur d'imprimerie, et de Marie Jeanne Cézar (1803-18??), son épouse.
Brillant élève au collège royal de Nancy, il continue ses études au collège royal de Charlemagne à Paris et est reçu premier à l'École normale supérieure à 19 ans.
Il s'y lie d’amitié avec Eugène André Despois, dont le père, André Jean Antoine Despois, peintre tenant atelier à Paris, fait son portrait en 1844.
Licencié ès lettres, il enseigne en 1844 au collège royal de Pau, puis à celui de Lyon et à Paris dans le 10e arrondissement.
Le 29 novembre 1845, il épouse à Nancy Jeanne Rose Bertin (1823-1855) ; le couple aura trois enfants. En secondes noces, Édouard Sommer épousera Henriette Brulley dont il aura deux enfants.
Il est reçu agrégé en 1846 avec sa leçon sur Hésiode et les principaux poèmes gromiques ; l'année suivante, il obtient son doctorat devant le jury de la faculté de Dijon en soutenant deux thèses, la principale sur Pindare, Du caractère et du génie de Pindare (publiée en 1847 à Paris chez Firmin-Didot frères), et la seconde, écrite en latin sur les synonymes grecs, Quomodo tradi possit synonymorum graecorum doctrina (id.).
Il quitte l'enseignement en 1852 pour se consacrer entièrement aux travaux que lui confie l'éditeur Louis Hachette, autre ancien de la rue d'Ulm. Il traduit les auteurs grecs et latins, et publie chez Hachette des manuels, des livres scolaires, des grammaires et des dictionnaires de langues anciennes et de français.
Toujours à la demande de Louis Hachette, Édouard Sommer et Bernard Jullien assistent Émile Littré dans la réalisation de son Dictionnaire de la langue française.
En 1866, son Lexique de la langue de Madame de Sévigné est récompensé du prix Montyon de l'Académie française, ouvrage publié à titre posthume par son ancien professeur Adolphe Régnier dans la collection Grands écrivains de la France Hachette et réédité en Allemagne en 1973. 
Il décède de façon soudaine à 44 ans, le 5 août 1866, dans son domicile parisien ; il est inhumé le 8 août à Nancy.

## Œuvre
Réalisé sur à peine vingt ans, l'œuvre de Sommer est considérable : dans le tome 174 du catalogue de la Bibliothèque nationale paru en 1946, l'ensemble occupe 32 pages d'impression serrée et 226 cotes de référence, réparties en grammaires, lexiques, manuels, petits dictionnaires, thèses, éditions et traductions ; il y a 323 œuvres textuelles classées par langues sur data-BnF, tandis que la notice "Édouard Sommer" du site Identifiants et Référentiels (IdRef) le recense dans 11 rôles différents, la majorité en tant qu'auteur, éditeur scientifique et traducteur. Ce nombre important de références est dû aussi en partie au fait que la plupart des ouvrages ont été réédités plusieurs fois, et que les grammaires de français et de latin et la Méthode pour l'enseignement des langues ont été traduites en espagnol. 
Quelques œuvres :
- Manuel de style […] sur l'art de composer et d'écrire en français, 2 volumes, 1848
- Manuel de l'art épistolaire, 2 volumes, 1849, dernière réédition en 1868
- Petit dictionnaire des synonymes français, 1849, dernière réédition en 1929
- Petit dictionnaire des rimes françaises, 1850, dernière réédition en 1926
- Lexique latin-français à l'usage des classes élémentaires, 1851, dernière réédition en 1949
- Commentaires sur la guerre des Gaules de Jules César, expliqués littéralement, traduits en français et annotés, 1854-1855, dernière réédition en 1909
- Lexique français-latin à l'usage des classes élémentaires, 1860, dernière réédition en 1959
- Méthode uniforme pour l'enseignement des langues, 1861
- Cours complet de grammaire française, 1861
- Abrégé de grammaire grecque, 1861
- Cours complet de grammaire latine, 1861
- Cours complet de grammaire grecque, 1862
- Lexique grec-français, 1862, dernière réédition en 1934
- Premières notions de grammaire générale, 1864
- La grammaire des jeunes filles, 1865, dernière réédition en 1873